# Replicars Inc.
Die Replicars, Inc. war ein US-amerikanischer Automobilhersteller, der von 1976 bis 1980 in Palm Beach, Florida ansässig war. Gegründet wurde die Firma von Jack Faircloth und seinem Sohn Joel, die bereits 1966 die Glassic Industries, Inc. gegründet hatten und nun die nach dem Verkauf 1971 in Konkurs geratene Firma teilweise aufkauften.
Die Gebäude und einige Formen für die GFK-Teile wurden übernommen und das Modell A, eine Replika des Ford Modell A, in der zuletzt bei Glassic gefertigten Form weitergebaut. Auch konnten die noch von Glassic bestellten, aber nicht mehr abgenommenen Ford-V8-Motoren günstig zum Preis von je US$ 1500,– übernommen werden.
Der neue Replicars war ebenfalls als Roadster und Phaeton mit jeweils zwei Türen erhältlich. Der Ford-Motor hatte 4949 cm³ Hubraum und entwickelte 138 nhp (101,5 kW) bei 4000 min−1. Der Verkauf aber lief offenbar nur schleppend.
Ab 1979 versuchte Joel Faircloth, zusätzliche Marktanteile zu gewinnen, indem er sein Modell A zusätzlich als Kit Car anbot. Das Publikumsinteresse aber blieb gering.
1980 schloss Replicars seine Pforten für immer.